# Magyar FC
A Magyar Football Club egy megszűnt labdarúgócsapat, melynek székhelye Budapesten volt. A csapat egy alkalommal szerepelt az NB II-ben még az 1901-es idényben. 1920-ban a klub megszűnt.